# Variabilichromis
Variabilichromis is een monotypisch geslacht van straalvinnige vissen uit de familie van de cichliden (Cichlidae).

## Soort
- Variabilichromis moorii (Boulenger, 1898)